# Lendava

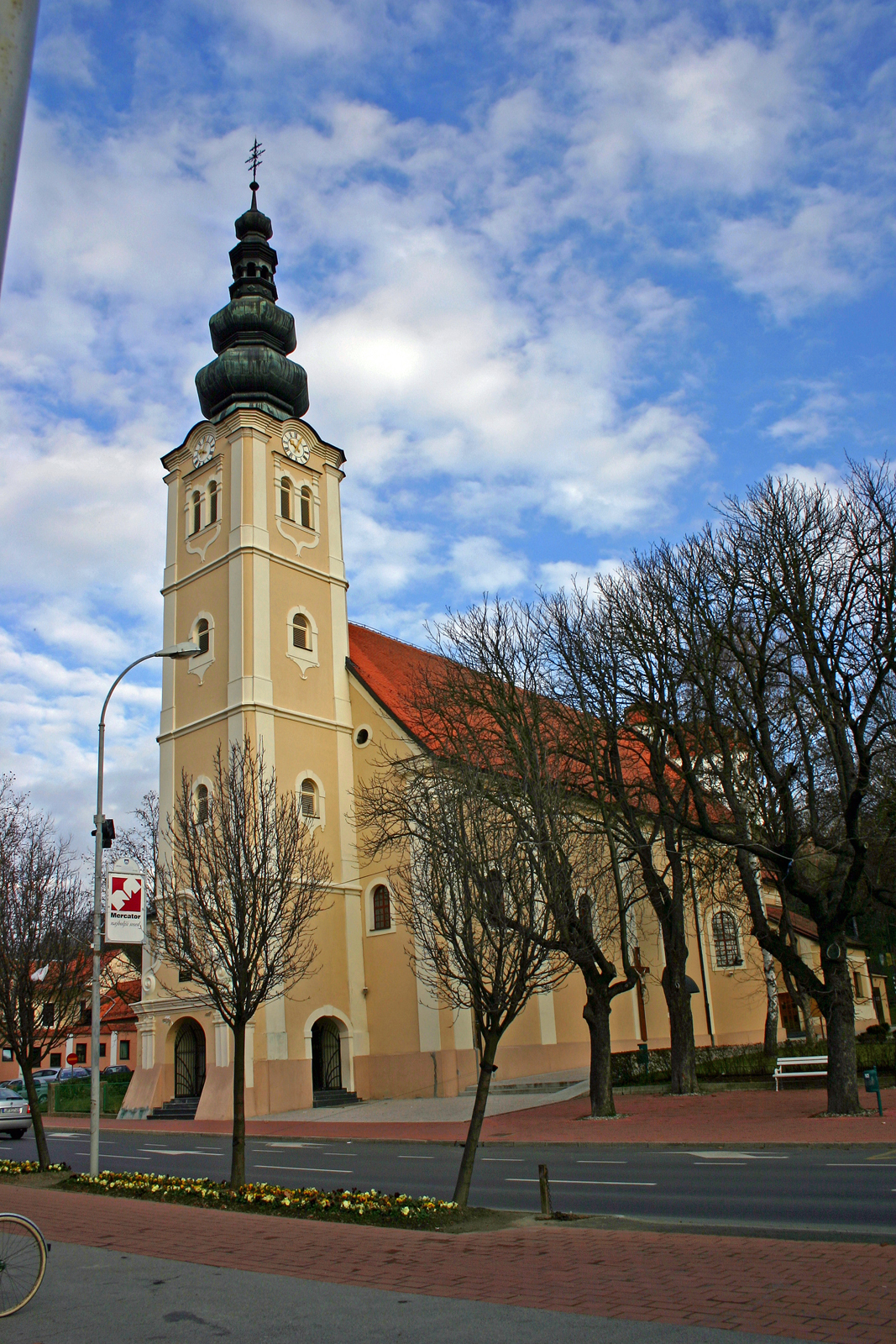
Lendavas församlingskyrka

Lendava (ungerska: Lendva) är en ort i Slovenien som ligger nära gränsen till Ungern och nära Kroatien.
Namnet kommer från floden Ledava.
Lendava har 2 942 invånare (2019) och orten är ett centrum för den befolkning i Slovenien som har ungerska som modersmål, vilket är ett erkänt minoritetsspråk.
Den judiska befolkningen hade tidigare en stor inverkan på affärslivet i Lendava, och det finns både en synagoga och en judisk begravningsplats här.

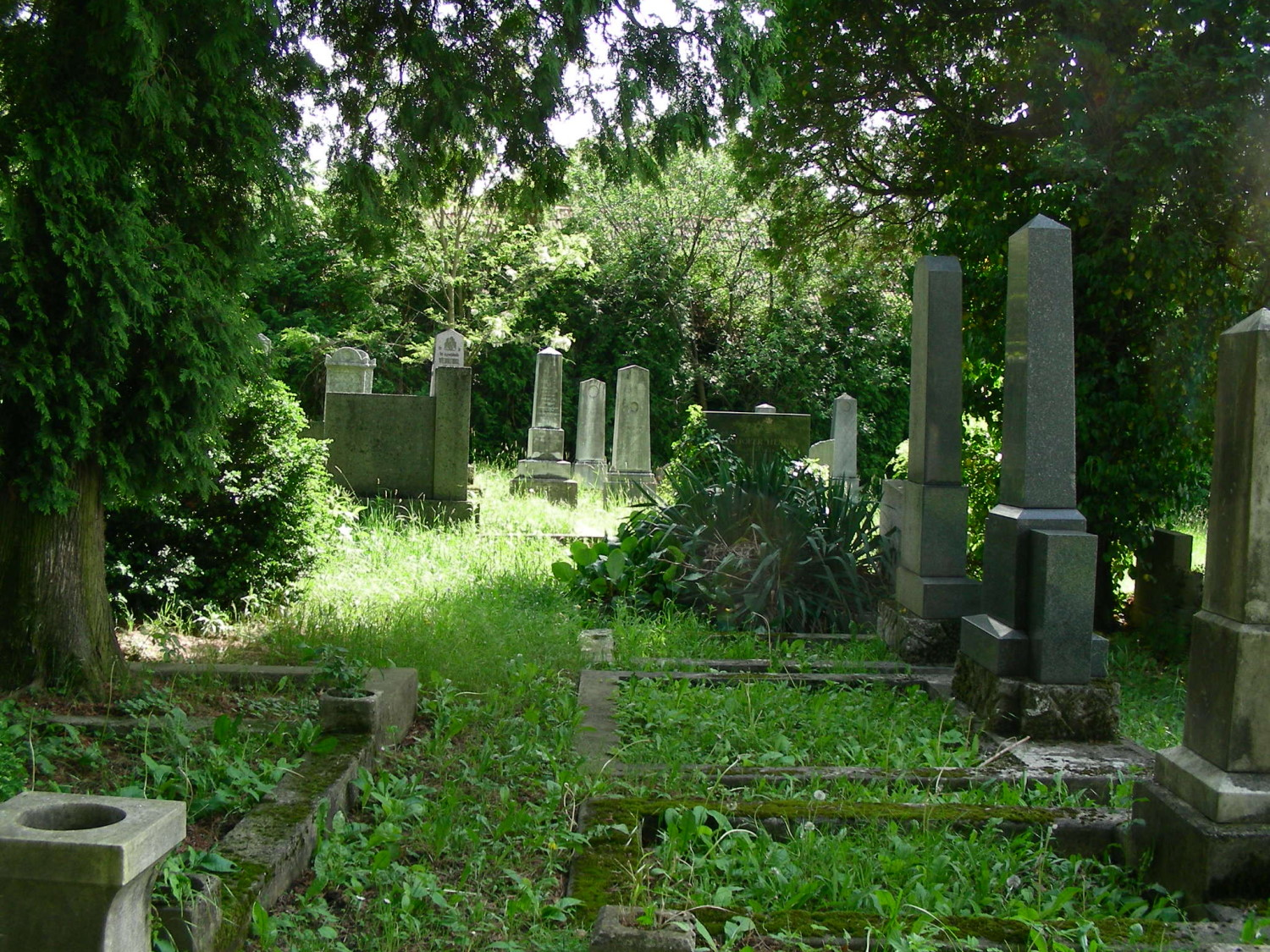
Judiska begravningsplatsen i Lendava, 2006

På en kulle utanför staden ligger  Lendava slott från 1700-talet, som tidigare ägdes av ätten Esterházy. Idag är slottet ett museum.